# Kan Çiçekleri
Kan Çiçekleri es una serie de televisión turca de drama y romance distribuida por Kanal 7 y que comenzó a emitirse el 5 de diciembre de 2022.
La serie está dirigida por Canan Çelik y Ömer Baykul y está protagonizada por Barış Baktaş y Yağmur Yüksel.

## Trama
Kan Çiçekleri narra cómo una pareja unida por un matrimonio forzado busca terminar con la disputa generacional de dos familias rivales. Baran (Barış Baktaş) y Dilan (Yağmur Yüksel), los protagonistas, renuncian a sus vidas para casarse. De esta forma quieren evitar que continue el derramamiento de sangre debido a la enemistad de sus familias.
Al pertenecer a familias rivales, se trata de un matrimonio entre dos enemigos que deben unirse para traer la paz. Sin embargo, entre ellos también se encenderá una poderosa pasión que podrá poner en riesgo el destino de todos a su alrededor donde los llevara a tener que luchar para defender su amor en la casa de su esposo Baran (Barış Baktaş) donde hay una lucha de orgullo y poder dentro de la familia mientras que Dilan (Yağmur Yüksel) tendrá que arriesgar su vida para reponer el odio hacia ella injustificado llevándola al borde la muerte para ganar un poco de respeto hacia ella
```
 .
[
1
]
```

## Elenco
- Barış Baktaş como Baran Karabey
- Yağmur Yüksel como Dilan Demir/Karabey
- Berkay Çinar como Ali
- Selinay Taşol como Zümrut Demir
- Nalan Örgüt como Azade Karabey
- Erol Yavan como Kudret Karabey
- Hasan Balliktaş como Seyit Demir
- Hilal Kuvvet como Hanife Demir
- Yilmaz Ulutaş como Hasan Karabey
- Ekrem Aral Tuna como Cevdet Demir
- Dilek Güler como Cevriye Demir
- Ceyda Pınar como Derya Yildiz
- Göksel Kayahan como Cihan Karabey
- Gökhan Gürdeyiş como Firat Karabey

## Temporadas
| Temporada | Temporada | Episodios | Rango de episodios | Emisión original         | Emisión original    |
| Temporada | Temporada | Episodios | Rango de episodios | Inicio                   | Final               |
| --------- | --------- | --------- | ------------------ | ------------------------ | ------------------- |
|           | 1         | 144       | 1 - 144            | 5 de diciembre de 2022   | 14 de julio de 2023 |
|           | 2         | 210       | 145 - 354          | 18 de septiembre de 2023 | 5 de julio de 2024  |
|           | 3         | 80        | 355 - 434          | 30 de septiembre de 2024 | 17 de enero de 2025 |

## Curiosidades
- Esta es la primera serie producida por Unik Film y Raıns Pıctures, y emitida por Kanal 7.
- Desde el 6 de febrero hasta el 3 de marzo de 2023, esta y otras series turcas han pausado sus grabaciones y emisiones debido a los terremotos ocurridos en Turquía y Siria.